# 小野市立小野中学校
小野市立小野中学校（おのしりつ おのちゅうがっこう）は、兵庫県小野市にある公立中学校。
市内の小野市立小野小学校、小野市立小野東小学校の2つの小学校から通ってくる。

## 概要
- 昭和22年 - 小野中学校を小野小学校に併設
- 平成28年 - 小学校併設型小中一貫校スタート

## 部活動
- 柔道部　
以下、男子団体戦の成績。
全国中学校柔道大会 - 2012年優勝、2009年及び2011年準優勝、2015年3位。
全日本選抜少年柔道大会 - 2009年優勝、2012年準優勝。2013年3位。
近代柔道杯全国中学生柔道大会 - 2009年3位。
サニックス旗福岡国際中学生柔道大会 - 2008年及び2011年優勝。
- 陸上競技部
- ソフトボール部
- バレーボール部
- ソフトテニス部
- サッカー部
- 野球部
- 卓球部
- バスケットボール部

## 卒業生
- 東晃平 - プロ野球選手（オリックス・バファローズの投手）
- 門脇創一 - 兵庫県立三木東高等学校教諭・重量挙げ選手
- 小紫雅史 - 第13・14・15代生駒市長
- 藤原崇太郎 - 柔道選手
- 見附絵莉 - 大阪府女性警察官・重量挙げ選手

## 通学区域が隣接している学校
- 小野市立小野南中学校
- 小野市立河合中学校
- 小野市立旭丘中学校
- 三木市立三木中学校
- 柔道部に希望するなどの関係により、他地域からの通学者のもいる。(公立のため、現住所として設定させてもらえる親族など校区内の住所設定など特別な対応が必要となる)